# B7 (альбом)
B7 — седьмой студийный альбом американской R&B-певицы Брэнди Норвуд. Он был выпущен 31 июля 2020 года на её собственном лейбле Brand Nu, Inc. и eOne Music. Это её первый студийный альбом со времён Two Eleven (2012), в его создании приняли участие Дархил Кэмпер-младший и ЛаШон Дэниелс, среди прочих. B7 — это R&B-альбом, исследующий такие темы, как любовь к себе, бурные романтические отношения, психическое здоровье и материнство-одиночки.
Альбом получил в целом положительные отзывы от критиков, которые отметили его аутентичность и слаженность, а также вокал Норвуд. B7 дебютировал на 12 месте в американском чарте Billboard 200, заработав 25 000 эквивалентных альбому единиц за первую неделю. Альбом и его песни были номинированы на различные премии, включая премию Грэмми. Из альбома были выпущены два сингла: «Baby Mama» и «Borderline». Кроме того, в рамках продвижения альбома был выпущен ремикс на трек «No Tomorrow, Pt. 2» с участием Ty Dolla Sign, который является ремиксом на трек «No Tomorrow».

## Отзывы
| Совокупная оценка     | Совокупная оценка |
| Источник              | Оценка            |
| --------------------- | ----------------- |
| AnyDecentMusic?       | 7.3/10            |
| Metacritic            | 78/100            |
| Оценки критиков       |                   |
| Источник              | Оценка            |
| Albumism              | [ 4 ]             |
| AllMusic              | [ 5 ]             |
| Clash                 | 8/10              |
| Exclaim!              | 7/10              |
| NME                   | [ 8 ]             |
| The Observer          | [ 9 ]             |
| Pitchfork             | 6.8/10            |
| Tom Hull – on the Web | B+ ()             |

B7 был встречен в целом положительными отзывами. На сайте Metacritic, который присваивает нормализованный рейтинг из 100 баллов рецензиям профессиональных критиков, альбом получил средний балл 78, основанный на 6 рецензиях. Агрегатор AnyDecentMusic? поставил альбому 7,3 балла из 10, основываясь на своей оценке консенсуса критиков. Теодор Зетко, написавший для Exclaim!, нашёл, что с B7 «Бренди вернулась к своим корням и эстетике, которая помогла ей стать популярной […]. Аутентичность присутствует в этом альбоме; она уверенно управляет своим кораблём, используя новый подход, написав каждую песню в альбоме, чтобы создать что-то личное […] Она была моментом в 90-х, а теперь она — момент в 2020 году». Журналистка The Chicago Defender Кимберли М. Dobine считает, что «этот альбом — это вибрация, очень напоминающая то, что мы привыкли ожидать от Брэнди, и в то же время так сильно отличающаяся от того, к чему мы привыкли […] Я считаю, что это та Брэнди, которой она всегда хотела быть и которую мы всегда хотели видеть […] Он целостный и наиболее честно отражает то, кем она является как артист сегодня. Она вернулась и стала лучше, чем когда-либо». В интервью с Бренди, опубликованном 31 июля 2020 года, Бриттани Спанос для Rolling Stone назвала альбом «Брэнди Норвуд в её чистом виде: эклектичная смесь современных и классических R&B-звуков, скреплённых её характерным, мощным голосом».
Редактор Clash Робин Мюррей назвал альбом «триумфом. Запись, которую стоит прочувствовать, она стоит в одном ряду с талантами нового поколения R&B […], сохраняя при этом классическое звучание». Однако Мюррей также отметил «Borderline», заявив, что трек «не более чем приятный — приятный на слух, дёргающий за сердечные струны, но не способный сравниться с притяжением настоящих изюминок альбома». Стивен Кирс из Pitchfork поставил альбому 6,8 балла из 10, считая, что Брэнди звучит «уравновешенно и тепло, но ей не хватает искры». Кирс добавил: «В B7 есть сильное чувство дистанции, как будто Брэнди рассказывает истории из вторых рук, несмотря на то, что они якобы принадлежат ей. Она описала альбом […] как „освобождающий“, но в целом она чувствует себя скорее замкнутой, чем освобождённой».

## Награды и номинации
| Год  | Награда                | Категория                   | Работа       | Результат | Ссылка |
| ---- | ---------------------- | --------------------------- | ------------ | --------- | ------ |
| 2020 | Grammy Award           | Best R&B Performance        | «Love Again» | Номинация | [ 14 ] |
| 2020 | Soul Train Music Award | Best R&B/Soul Female Artist | Brandy       | Номинация | [ 15 ] |
| 2020 | Soul Train Music Award | Soul Train Certified Award  | Brandy       | Победа    | [ 15 ] |
| 2020 | Soul Train Music Award | Best Album of the Year      | B7           | Номинация | [ 15 ] |
| 2021 | NAACP Image Award      | Outstanding Album           | B7           | Номинация | [ 16 ] |

### Годовые итоговые списки
B7 был отмечен в нескольких рейтингах 2020 года, включая Rated R&B «The 30 Best R&B Albums of 2020: Staff Picks», AllMusic «Best of 2020», The Boston Globe «Top 12 Best Pop Albums of 2020» и HipHopDX «Best R&B Albums of 2020».
| Публикация        | Список                                | Ранг | Ссылка        |
| ----------------- | ------------------------------------- | ---- | ------------- |
| Albumism          | The 100 Best Albums of 2020           | 12   | [ 21 ] [ 22 ] |
| Billboard         | The 10 Best R&B Albums of 2020        | 10   | [ 23 ]        |
| Billboard         | The 50 Best Albums of 2020            | 42   | [ 24 ]        |
| Houston Chronicle | Joey Guerra’s favorite albums of 2020 | 3    | [ 25 ]        |
| Rated R&B         | The 30 Best R&B Albums of 2020        | 1    | [ 17 ]        |
| Uproxx            | The Best R&B Albums of 2020           | 19   | [ 1 ]         |

## Коммерческий успех
B7 дебютировал на 12 месте в американском чарте Billboard 200, разойдясь тиражом в количестве 25 200 эквивалентных альбому единиц, включая 15 000 чистых продаж, за первую неделю. Альбом стал самым высоким дебютом недели и восьмым попаданием Брэнди в чарт Billboard 200. Альбом также дебютировал на 9 месте в Top R&B/Hip-Hop Albums, став её седьмым альбомом в первой десятке чарта. Кроме того, B7 дебютировал на 1 месте в чарте Independent Albums.

## Список композиций
| №                   | Название                                    | Автор(ы)                                                                                         | Продюсер                                                      | Длительность |
| ------------------- | ------------------------------------------- | ------------------------------------------------------------------------------------------------ | ------------------------------------------------------------- | ------------ |
| 1.                  | «Saving All My Love»                        | Brandy Norwood Darhyl Camper, Jr.                                                                | Camper, Jr. Alonzo "Lonnie" Smalls II Norwood Aaron Smith [a] | 4:42         |
| 2.                  | «Unconditional Oceans»                      | Norwood Kim "Kaydence" Krysiuk Akil "Fresh" King                                                 | Camper, Jr. Smalls II Norwood LaShawn Daniels [b]             | 3:52         |
| 3.                  | «Rather Be»                                 | Norwood Antonio "Tony" Dixon Victoria McCants Camper, Jr.                                        | Camper, Jr. Daniels Norwood Dixon [b]                         | 2:50         |
| 4.                  | «All My Life, Pt. 1»                        | Norwood Krysiuk King Camper, Jr.                                                                 |                                                               | 0:40         |
| 5.                  | «Lucid Dreams»                              | Norwood Krysiuk King Camper, Jr.                                                                 | Camper, Jr. Daniels Norwood                                   | 3:41         |
| 6.                  | «Borderline»                                | Norwood Krysiuk Camper, Jr. Al Sherrod Lambert Charles McAllister                                | Camper, Jr. Daniels Norwood                                   | 5:12         |
| 7.                  | «No Tomorrow»                               | Norwood Joshua "YXSH" Thomas                                                                     | Thomas Norwood Cory Rooney Camper, Jr. [c]                    | 3:01         |
| 8.                  | «Say Something»                             | Norwood Camper, Jr. Vania "Nia V" Khaleh-Pari Larry Lee "Price" Jacks, Jr. "Sean 1da" Wander     | Camper, Jr. Norwood                                           | 3:04         |
| 9.                  | «All My Life, Pt. 2»                        | Norwood Krysiuk King Camper, Jr.                                                                 |                                                               | 0:40         |
| 10.                 | «I Am More»                                 | Norwood Krysiuk King                                                                             | Camper, Jr. Daniels Norwood                                   | 3:15         |
| 11.                 | «High Heels» (with Sy'rai)                  | Norwood Sy'rai Smith Krysiuk King Camper, Jr.                                                    | Camper, Jr. Norwood                                           | 2:38         |
| 12.                 | «Baby Mama» (при участии Chance the Rapper) | Norwood Krysiuk King Chancelor Bennett Chauncey Alexander Hollis Smith                           | Hit-Boy Daniels Norwood                                       | 3:14         |
| 13.                 | «All My Life, Pt. 3»                        | Norwood Krysiuk King Camper, Jr.                                                                 |                                                               | 0:39         |
| 14.                 | «Love Again» (с Дэниелом Сизаром)           | Norwood Ashton D. Simmonds Edward Blackmon Matthew Burnett Camper, Jr. Jordan Evans Matthew Leon | Evans Burnett Camper, Jr. [a]                                 | 3:34         |
| 15.                 | «Bye Bipolar»                               | Norwood Krysiuk Camper, Jr.                                                                      | Camper, Jr. Daniels Norwood                                   | 4:47         |
| Общая длительность: | Общая длительность:                         | Общая длительность:                                                                              | Общая длительность:                                           | 45:49        |

Замечания
- ↑  дополнительный продюсер
- ↑  продюсер по вокалу
- ↑  сопродюсер

## Чарты
| Чарт (2020)                                  | Высшая позиция |
| -------------------------------------------- | -------------- |
| Швейцария (Schweizer Hitparade)              | 67             |
| Великобритания (UK Digital Albums Chart)     | 9              |
| Великобритания (UK Independent Albums Chart) | 7              |
| Великобритания (UK R&B Albums Chart)         | 2              |
| Великобритания Albums Sales (OCC)            | 34             |
| США (Billboard 200)                          | 12             |
| США (Billboard Independent Albums)           | 1              |
| США (Billboard Top R&B/Hip-Hop Albums)       | 1              |